# Illja Salaŭjoŭ
Illja Ivanavitj Salaŭjoŭ, belarusiska: Ільля Іванавіч Салаўёў, eller Ilja Ivanovitj Solovjov, ryska: Илья Иванович Соловьёв, född 20 juli 2000, är en belarusisk professionell ishockeyback som är kontrakterad till Calgary Flames i National Hockey League (NHL) och spelar för Calgary Wranglers i American Hockey League (AHL).
Han har tidigare spelat för HK Dinamo Minsk i Kontinental Hockey League (KHL); Stockton Heat i AHL samt Saginaw Spirit i Ontario Hockey League (OHL).
Salaŭjoŭ draftades av Calgary Flames i sjunde rundan i 2020 års draft som 205:e spelare totalt.

## Statistik
| 2016–2017  | Vitrysslands herrjuniorlandslag U17 | VL         | 29  | 6 | 13 | 19 | 23 | —  | — | — | — | — |
|            | Vitrysslands herrjuniorlandslag U18 | VL         | 16  | 4 | 4  | 8  | 12 | 5  | 0 | 0 | 0 | 4 |
|            | Vitrysslands herrjuniorlandslag U20 | BHL        | 1   | 0 | 0  | 0  | 0  | —  | — | — | — | — |
| 2017–2018  | Vitrysslands herrjuniorlandslag U18 | VL         | 47  | 8 | 21 | 29 | 58 | 4  | 1 | 0 | 1 | 0 |
| 2018–2019  | Vitrysslands herrjuniorlandslag U20 | BHL        | 53  | 3 | 5  | 8  | 30 | 4  | 0 | 0 | 0 | 2 |
| 2019–2020  | Saginaw Spirit                      | OHL        | 53  | 7 | 33 | 40 | 35 | —  | — | — | — | — |
| 2020–2021  | HK Dinamo Minsk                     | KHL        | 41  | 2 | 7  | 9  | 36 | 5  | 0 | 1 | 1 | 0 |
|            | Dinamo Maladzetjna                  | BHL        | 1   | 1 | 0  | 1  | 0  | 1  | 0 | 0 | 0 | 0 |
| 2021–2022  | Stockton Heat                       | AHL        | 51  | 3 | 5  | 8  | 24 | 6  | 0 | 1 | 1 | 0 |
| 2022–2023  | Calgary Wranglers                   | AHL        | 68  | 4 | 14 | 18 | 38 | 9  | 1 | 1 | 2 | 2 |
| 2023–2024  | Calgary Flames                      | NHL        | 1   | 0 | 0  | 0  | 2  | —  | — | — | — | — |
|            | Calgary Wranglers                   | AHL        | 4   | 1 | 1  | 2  | 2  | —  | — | — | — | — |
| NHL totalt | NHL totalt                          | NHL totalt | 1   | 0 | 0  | 0  | 2  | —  | — | — | — | — |
| KHL totalt | KHL totalt                          | KHL totalt | 41  | 2 | 7  | 9  | 36 | 5  | 0 | 1 | 1 | 0 |
| AHL totalt | AHL totalt                          | AHL totalt | 123 | 8 | 20 | 28 | 64 | 15 | 1 | 2 | 3 | 2 |

### Internationellt
| Källa: Uppdaterad: 2023-10-27 | Källa: Uppdaterad: 2023-10-27 | Källa: Uppdaterad: 2023-10-27 |         | Utv = Utvisningsminuter | Utv = Utvisningsminuter | Utv = Utvisningsminuter | Utv = Utvisningsminuter | Utv = Utvisningsminuter |
| År                            | Lag                           | Mästerskap                    | Matcher | Mål                     | Assists                 | Poäng                   | Utv                     |                         |
| ----------------------------- | ----------------------------- | ----------------------------- | ------- | ----------------------- | ----------------------- | ----------------------- | ----------------------- | ----------------------- |
| 2017                          | Vitryssland                   | EYOWF                         | 3       | 1                       | 1                       | 2                       | 2                       |                         |
| 2018                          | Vitryssland                   | U18-VM                        | 5       | 0                       | 0                       | 0                       | 2                       |                         |
| 2019                          | Vitryssland                   | JVM-D1                        | 5       | 0                       | 0                       | 0                       | 0                       |                         |
| 2019                          | Vitryssland                   | VM-D1                         | 5       | 0                       | 0                       | 0                       | 0                       |                         |
| 2020                          | Vitryssland                   | JVM-D1                        | 5       | 1                       | 2                       | 3                       | 2                       |                         |
| 2021                          | Vitryssland                   | VM                            | 4       | 0                       | 0                       | 0                       | 2                       |                         |
| Junior totalt                 | Junior totalt                 | Junior totalt                 | 18      | 2                       | 3                       | 5                       | 6                       |                         |
| Senior totalt                 | Senior totalt                 | Senior totalt                 | 9       | 0                       | 0                       | 0                       | 2                       |                         |